# Solomon (Händel)
Solomon, HWV 67 és un oratori en tres actes de Georg Friedrich Handel. Fou compost entre el 5 de maig i el 13 de juny de 1748. La primera representació va tenir lloc el 17 de març de 1749 en el Covent Garden de Londres amb escàs èxit. Va haver-hi tres representacions el 1749 i dues el 1759 en una altra versió, pocs dies abans de la mort de l'autor.
L'oratori conté un curt i viu passatge instrumental per a dos oboès i corda del tercer acte, conegut com a «The Arrival of the Queen of Sheba» («L'arribada de la reina de Sabà»), que ha esdevingut famós fora del context de l'obra completa i va ser presentat en la cerimònia d'obertura dels Jocs Olímpics de 2012, els Jocs Olímpics de Londres, quan James Bond (Daniel Craig) es troba amb la Reina Isabel II al Palau de Buckingham. També s’ha fet servir una versió retallada d’aquest acte per acompanyar la seqüència d’entrada de la sèrie de televisió Merlí: Sapere Aude.

## Llibret
L'autor del llibret és desconegut. Sembla que es tracta de Thomas Morell, encara que Winton Dean afirma que l'estil de les metàfores que s'utilitzen no es correspon amb l'estil de Morell. Actualment es creu que ha estat escrit pel poeta/dramaturg jueu anglès Moses Mendes (mort el 1758).
El llibret es basa principalment en els llibres bíblics de Primer dels Reis (1 Reis 1-11) i el segon llibre de Cròniques (2 Cròniques 1-9). En relació amb la visita de la Reina de Sabà, es basa en les Antiguitats judaiques de l'escriptor jueu Flavius Josephus.

## Intèrprets
| Arrival of the Queen of Sheba                                                             |
|                                                                                           |
| interpretació de l'Advent Chamber Orchestra amb Humbert Lucarelli i Edino Biaggi (oboès). |
|                                                                                           |

En la representació original de 1749, els intèrprets van ser: 
- Caterina Galli (Mezzosoprano) - Solomon,
- Frasi Giulia (soprano) - Filla de Solomon, primera prostituta i la Reina de Sabà;
- Sibila Gronamann (soprano) - Segona prostituta;
- Thomas Lowe (tenor) - Zadock;
- Henry Reinhold (baix) - Un levita.

## Estructura
L'Acte 3 comença amb la famosa Sinfonia coneguda com a "Arrival of the Queen of Sheba". (Nota: "Sinfonia" en aquest context significa una peça purament instrumental. "Accompagnato" és un recitatiu acompanyat per l'orquestra, en lloc de només per instruments del baix continu, com en els passatges marcats amb "recitatiu".)
| Primer Acte 1. Overture Escena 1: Solomon, Zadok, sacerdots i cor 2.Your harps and cymbals (cor) 3.Praise ye the Lord (Levite – ària) 4.With pious heart (cor) 5.Almighty Power (Solomon – accompagnato) 6.Imperial Solomon (Zadok – recitatiu) 7.Sacred raptures (Zadok – ària) 8.Throughout the land (cor) 9.Bless'd be the Lord (Solomon – recitatiu) 10.What though I trace (Solomon – ària) Escena 2: To them the Queen 11.And see my Queen (Solomon – recitatiu) 12.Bless'd the day (Queen – ària) 13.Thou fair inhabitant of Nile (Solomon, Queen – recitatiu) 14.Welcome as the dawn of day (Queen Solomon – duet) 15.Vain are the transient beauties (Solomon – recitatiu) 16.Indulge thy faith (Zadok – ària) 17.My blooming fair (Solomon – recitatiu) 18.Haste to the cedar grove (Solomon – ària) 19.When thou art absent (Queen – recitatiu) 20.With thee th’unshelter’d moor (Queen – ària) 21.May no rash intruder ("Nightingale Chorus") (cor) | Segon Acte Escena 1: Solomon, Zadok, Levite, cor de sacerdots i israelites 22.From the censer curling rise (cor) 23.Prais'd be the Lord (Solomon – recitatiu) 24.When the sun o’er yonder hills (Solomon – ària) 25.Great prince (Levite – recitatiu) 26.Thrice bless'd that wise discerning king (Levite – ària) Escena 2: To them an attendant 27.My sovereign liege (Attendant, Solomon – recitatiu) Escena 3: To them the two harlots 28.Thou son of David (primera prostituta – recitatiu) 29.Words are weak (primera i segona prostituta, Solomon – trio) 30.What says the other (Solomon, segona prostituta – recitatiu) 31.Thy sentence, great king (segona prostituta – ària) 32.Withhold, withhold the executing hand (primera prostituta – recitatiu) 33.Can I see my infant gor’d (primera prostituta – ària) 34.Israel attend (Solomon – accompagnato) 35.Thrice bless'd be the king (primera prostituta, Solomon – duet) 36.From the east unto the west (cor) 37.From morn to eve (Zadok – recitatiu) 38.See the tall palm (Zadok – ària). 39.No more shall armed bands (primera prostituta – recitatiu) 40.Beneath the vine (primera prostituta – ària) 41.Swell, swell the full chorus (cor) | Tercer Acte 42.Sinfonia ("Arrival of the Queen of Sheba") Solomon, Reina de Sabà (Queen of Sheba), Zadok, cor d'israelites 43.From Arabia’s spicy shores (Queen of Sheba, Solomon – recitatiu) 44.Ev’ry sight these eyes behold (Queen of Sheba – ària) 45.Sweep, sweep the string (Solomon – recitatiu) 46.Music spread thy voice around (Solomon i cor) 47.Now a different measure (Solomon i cor) 48.Then at once from rage remove (Solomon – recitatiu) 49.Draw the tear from hopeless love (cor) 50.Next the tortur’d soul release (Solomon – recitatiu) 51.Thus rolling surges rise (Solomon i cor) 52.Thy harmony’s divine (Queen of Sheba – recitatiu) 53.Pious king (Levite – ària) 54.Thrice happy king (Zadok – recitatiu) 55.Golden columns (Zadok – ària) 56.Praise the Lord (cor) 57.Gold now is common (Solomon – recitatiu) 58.How green our fertile pastures look (Solomon – ària) 59.May peace in Salem (Queen of Sheba – recitatiu) 60.Will the sun forget to streak (Queen of Sheba – ària) 61.Adieu, fair queen (Solomon – recitatiu) 62.Ev’ry joy that wisdom knows (Queen of Sheba, Solomon – duet) 63.The name of the wicked (cor) |